# Belgrade (Montana)
Belgrade es una ciudad ubicada en el condado de Gallatin en el estado estadounidense de Montana. En el Censo de 2010 tenía una población de 7389 habitantes y una densidad poblacional de 877,28 personas por km².
El aeropuerto que sirve a la ciudad de Bozeman, el Aeropuerto Gallatin Field, está situado dentro del término municipal de Belgrade.

## Geografía
Belgrade se encuentra ubicada en las coordenadas 45°47′00″N 111°10′34″O / 45.78333, -111.17611. Según la Oficina del Censo de los Estados Unidos, Belgrade tiene una superficie total de 8.42 km², de la cual 8.42 km² corresponden a tierra firme y (0%) 0 km² es agua.

## Historia
La ciudad está fundada en el tramo final de la ruta de Bozeman, la histórica ruta al oeste que fue utilizada por los pioneros y buscadores de oro en la década de 1860.
La ciudad de Belgrade fue establecida y registrada en el archivo del condado de Gallatin por Thomas B. Quaw, un hombre de negocios del medio oeste, en julio de 1881. Según Quaw, el término municipal estaba situado a nueve y siete décimas de milla por ferrocarril desde Bozeman, y fue nombrado Belgrade como la capital de Serbia, Belgrado, como una expresión de aprecio a los inversores serbios que ayudaron a financiar el Ferrocarril Northern Pacific.

## Demografía
Según el censo de 2010, había 7389 personas residiendo en Belgrade. La densidad de población era de 877,28 hab./km². De los 7389 habitantes, Belgrade estaba compuesto por el 94.18% blancos, el 0.35% eran afroamericanos, el 1.03% eran amerindios, el 0.54% eran asiáticos, el 0.14% eran isleños del Pacífico, el 1.23% eran de otras razas y el 2.53% pertenecían a dos o más razas. Del total de la población el 3.76% eran hispanos o latinos de cualquier raza.